# William Cubitt
William Cubitt (ur. 9 października 1785 w Bacton Wood koło Dilham, zm. 13 października 1861 w Clapham) – brytyjski inżynier, wynalazca wiatraka napędzanego śmigłami i więziennego koła deptakowego, które było prototypem bieżni.

## Życiorys
Urodził się 9 października 1785 r. w Bacton Wood koło Dilham w Norfolk jako syn Hannah Lubbock i młynarza Josepha Cubitta, któremu pomagał od młodości. W rodzinnej miejscowości odebrał podstawowe wykształcenie, a potem wraz z rodziną przeniósł się do Southrepps, gdzie uczył się samodzielnie korzystając z zasobów miejscowej biblioteki. Od 1800 r. terminował u stolarza, później pracował w fabryce maszyn rolniczych. Od 1804 r. ponownie pracował z ojcem, a trzy lata później zamieszkał w Horning. W tym samym roku lub 1813 r. opracował, standardowe później, samoregulujące się śmigła do napędu wiatraka, jednak nie stały się one popularne aż do wygaśnięcia ochrony patentowej w 1821 r. Później założył w Horning firmę, która zajmowała się budową młynów.
Prowadzona działalność nie okazała się jednak sukcesem, w związku z czym w 1812 r. wszedł w kooperację z firmą Ransome and Son, wiodącym w Ipswich przedsiębiorstwem zajmującym się odlewnictwem przedmiotów żelaznych. Celem umowy był rozwój działalności ogólnoinżynieryjnej tej firmy. Cubitt odniósł w nowym przedsięwzięciu sukces, projektując i wznosząc wiele mostów żeliwnych, ale też budując koło deptakowe do mielenia ziarna lub zasilania pomp, które zaprojektował w 1817 r. Urządzenie to zaadaptowano w więzieniach. Cubitt wpadł na ten pomysł po wizycie w więzieniu św. Edwarda, w którym jeden ze strażników narzekał na brak narzędzia, dzięki któremu można lepiej zająć czas osadzonych, do tej pory nie mających żadnego zajęcia. Urządzenie mogło być podłączane do pomp, młynów lub innych urządzeń wymagających napędu, ale wielu strażników używało kół niepodłączonych do żadnych urządzeń jako formy karania więźniów. Zainstalowano je w więzieniu św. Edwarda w 1819 r., potem trafiło też do wielu brytyjskich zakładów karnych.
Cubitt okazał się zdolnym menadżerem, który pomógł rozwinąć firmę, jednak w 1814 r. przeszedł z pełnego etatu na stanowisko konsultanta, a dwanaście lat później współpraca z firmą zakończyła się. W 1817 r. brał udział w budowie pierwszej gazowni w Ipswich, której zaprojektowanie i nadzór nad budową zleciły mu władze tego miasta. Infrastruktura miała posłużyć do oświetlenia domów i zakładów przemysłowych. Ponadto Cubitt nadzorował lub konsultował budowę wielu kanałów i linii kolejowych dla potrzeb szybko rozwijającego się przemysłu. Od 1822 lub 1823 r. należał do Stowarzyszenia Inżynierów (w 1836 r. został jej wiceprzewodniczącym, a w latach 1850–1852 był jego przewodniczącym), natomiast w 1830 r. wszedł w skład Royal Society; należał też do Royal Irish Society, Society of Arts.
W 1826 r. przeprowadził się do Londynu, gdzie był konsultantem licznych projektów inżynieryjnych z różnych dziedzin, a także biegłym brytyjskiego parlamentu w różnorodnych sprawach. Zeznawał m.in. w sprawie wykonalności jednego z projektów George’a Stephensona. Był również inżynierem South Western Railway, przy której to linii kolejowej pracował także jego syn Joseph, a ponadto konsultantem przy Great Northern Railway. Po przekwalifikowaniu na inżynierię hydrotechniczną zajął się od 1834 r. budową kanału Birmingham and Liverpool Junction Canal, realizował także Kanał Oksfordzki.
Wyróżniony nadaniem tytułu szlacheckiego za swoje prace jako przewodniczący komitetu organizującego Wielką Wystawę w 1851 r., w tym także w szczególności za pracę konsultanta na budowie Kryształowego Pałacu.
W 1858 r. odszedł na emeryturę, zmarł 13 października 1861 r. w Clapham, a pochowano go na Norwood Cemetery.
Od 1809 żonaty z Abigail Sparkhall, z którą miał syna Josepha (1811–1872) i dwie córki, a po jej śmierci od 1820 r. z Elizabeth Jane Tiley, z którą miał syna Williama.